# سیارک ۴۷۰۳۸
سیارک ۴۷۰۳۸ (به انگلیسی: 47038 Majoni، نامگذاری:1998WQ2) چهل و هفت هزار و سی و هشتمین سیارک کشف شده‌است که در ۱۷ نوامبر ۱۹۹۸ کشف شد.